# Chéché Dramé
Fatoumata Dramé alias Chéché Dramé, est une chanteuse malienne, née en 1984 et morte des suites d'un accident de la route le 14 septembre 2010 à 26 ans.

## Biographie
D'un talent inné, elle commence sa carrière très jeune, avec l'aide de la chanteuse Babani Koné, qui également la réconforte dans la vraie vie. La chanteuse repose dans le cimetière de Niamakoro au Mali. La nouvelle de la disparition de Chéché Dramé a fait le tour du Mali en 2010.